# دسميد تحت غربي
دسميد تحت غربي (الاسم العلمي: Desmidium suboccidentale) هو نوع من الطحالب الخضراء يتبع جنس الدسميد من فصيلة الدسميدية.